# Manuel Prat Pujoldevall
Manuel Prat Pujoldevall OP (kat. Manuel Prat i Pujoldevall, chiń. 馬守仁; ur. 6 października 1873 w Batet de la Serra, zm. 6 stycznia 1947 w Xiamenie) – hiszpański duchowny rzymskokatolicki, dominikanin, misjonarz, wikariusz apostolski Amoy oraz biskup xiameński.

## Biografia

### Młodość i prezbiteriat
W 1888, mając 15 lat, w klasztorze w Ocañie wstąpił do Zakonu Kaznodziejskiego, gdzie 10 grudnia 1889 złożył pierwsze śluby. W 1897 skończył studia w Ávili i w tym samym roku jako diakon udał się na misje. Początkowo przybył na Filipiny, gdzie 18 września 1897 przyjął święcenia prezbiteriatu i został kapłanem swojego zakonu. Następnie w latach 1898-1916 był misjonarzem na Tajwanie.

### Episkopat
27 stycznia 1916 papież Benedykt XV mianował go wikariuszem apostolskim Amoy oraz biskupem tytularnym mactariskim. 1 października 1916 w Zhangzhou przyjął sakrę biskupią z rąk wikariusza apostolskiego Północnego Fujianu Francisco Aguirre Murgi OP. Współkonsekratorami byli wikariusz apostolski Środkowego Tonkinu Pedro Muñagorri y Obineta OP oraz koadiutor wikariusza apostolskiego Północnego Tonkinu Teodoro Gordaliza y Sánchez OP.
Jako biskup przeniósł się na kontynent, do Xiamenu (Amoy), gdzie mieściła się siedziba wikariatu apostolskiego, jeszcze do 1913 obejmującego swoim zasięgiem również Tajwan. Wybudował katedrę Chrystusa Króla w Xiamenie na działce, na której wcześniej mieścił się konsulat Hiszpanii. 11 kwietnia 1946, gdy wikariat apostolski Amoy podniesiono do rangi diecezji, jego tytuł zmienił się na biskup xiameński. Był nim do śmierci 6 stycznia 1947.
Podczas swojej pracy misyjnej cierpiał prześladowania i był więziony. Był autorem dzieł pobożnych w języku chińskim oraz pisywał raporty misyjne dla czasopism ewangelizacyjnych.